# České Grado
Říční lázně České Grado se nacházely na tzv. Káranském ostrově, vytvořeném přirozeným způsobem rozdvojením toku Labe v blízkosti Čelákovic. Písčité místo bylo odedávna příhodné pro koupání. Za meziválečného rozvoje turistiky a sportů neušlo pozornosti návštěvníků zdejších lesů. Koupajících se rychle přibývalo, začalo být navštěvováno od přijíždějících Pražanů přímo z čelákovického nádraží, přičemž používali přívozu z levého břehu. A tak již v roce 1922 došlo k jednoduchým úpravám písčitého břehu v délce tří kilometrů.
Koupališti se dostalo propagačního názvu České Grado (podle italského letoviska Grado v oblasti Friuli) a vznikla správní rada lázní. V jejím předsednictví se ročně střídal zástupce obce pražské a obce čelákovické, byly získány subvence, slevy na vlaky vypravované z Vysočan o sobotách a nedělích. Počet nedělních návštěvníků v letních měsících šel do několika tisíc, zvláště když v roce 1924 ženijní pluk postavil dřevěnou lávku přímo ke koupališti. Na ostrově vznikla velká osada víkendových chat, místní podnikavci přinášeli občerstvení lidem přímo na pláž, vybíralo se vstupné.
Vyhlídky do budoucnosti podniku byly slibné, ale brzy se ukázalo, že naráží na jiný projekt: regulaci Labe, které se Čelákovice spolu s mnoha jinými obcemi středního Polabí domáhaly. Vznikly nové návrhy na záchranu koupaliště buď jeho přeložením, nebo změnou regulačního projektu, ale v té době již počet návštěvníků v důsledku všeobecné hospodářské krize a nezaměstnanosti klesal, a pražská obecní správa již neměla zájem na dalším spolufinancování lázní.
Regulace provedená do konce roku 1937, projekt zdymadla Čelákovice s jezem, měly za následek i uzavření labského ramene proudícího kolem písečné pláže, a to znamenalo konec lázní. Pláž z velké části zarostla a dno zabahnělo. Uzavřené říční rameno nese stále jméno Grado.